# Saint-Martial-de-Vitaterne
Pour les articles homonymes, voir Saint-Martial.
Saint-Martial-de-Vitaterne est une commune du sud-ouest de la France, située dans le département de la Charente-Maritime (région Nouvelle-Aquitaine).
Ses habitants sont appelés les Saint-Martialais et les Saint-Martialaises.

## Géographie
La commune de Saint-Martial-de-Vitaterne se situe dans le sud du département de la Charente-Maritime, en région Nouvelle-Aquitaine, dans l'ancienne province de Saintonge. Appartenant au midi de la France — on parle plus précisément de « midi atlantique », au cœur de l'arc atlantique, elle peut être rattachée à deux grands ensembles géographiques, le Grand Ouest français et le Grand Sud-Ouest français.

### Communes limitrophes
Saint-Martial a la particularité de n'être limitrophe que de deux communes.
|  | Saint-Germain-de-Lusignan  |
|  | Saint-Martial-de-Vitaterne |
|  | Jonzac                     |

## Urbanisme

### Typologie
Au 1er janvier 2024, Saint-Martial-de-Vitaterne est catégorisée bourg rural, selon la nouvelle grille communale de densité à 7 niveaux définie par l'Insee en 2022.
Elle appartient à l'unité urbaine de Jonzac, une agglomération intra-départementale dont elle est une commune de la banlieue,. Par ailleurs la commune fait partie de l'aire d'attraction de Jonzac, dont elle est une commune du pôle principal,. Cette aire, qui regroupe 35 communes, est catégorisée dans les aires de moins de 50 000 habitants,.

### Occupation des sols
L'occupation des sols de la commune, telle qu'elle ressort de la base de données européenne d’occupation biophysique des sols Corine Land Cover (CLC), est marquée par l'importance des territoires agricoles (76,8 % en 2018), en diminution par rapport à 1990 (99,9 %). La répartition détaillée en 2018 est la suivante : 
zones agricoles hétérogènes (30,1 %), cultures permanentes (24,3 %), zones urbanisées (23,2 %), terres arables (22,4 %). L'évolution de l’occupation des sols de la commune et de ses infrastructures peut être observée sur les différentes représentations cartographiques du territoire : la carte de Cassini (XVIIIe siècle), la carte d'état-major (1820-1866) et les cartes ou photos aériennes de l'IGN pour la période actuelle (1950 à aujourd'hui).

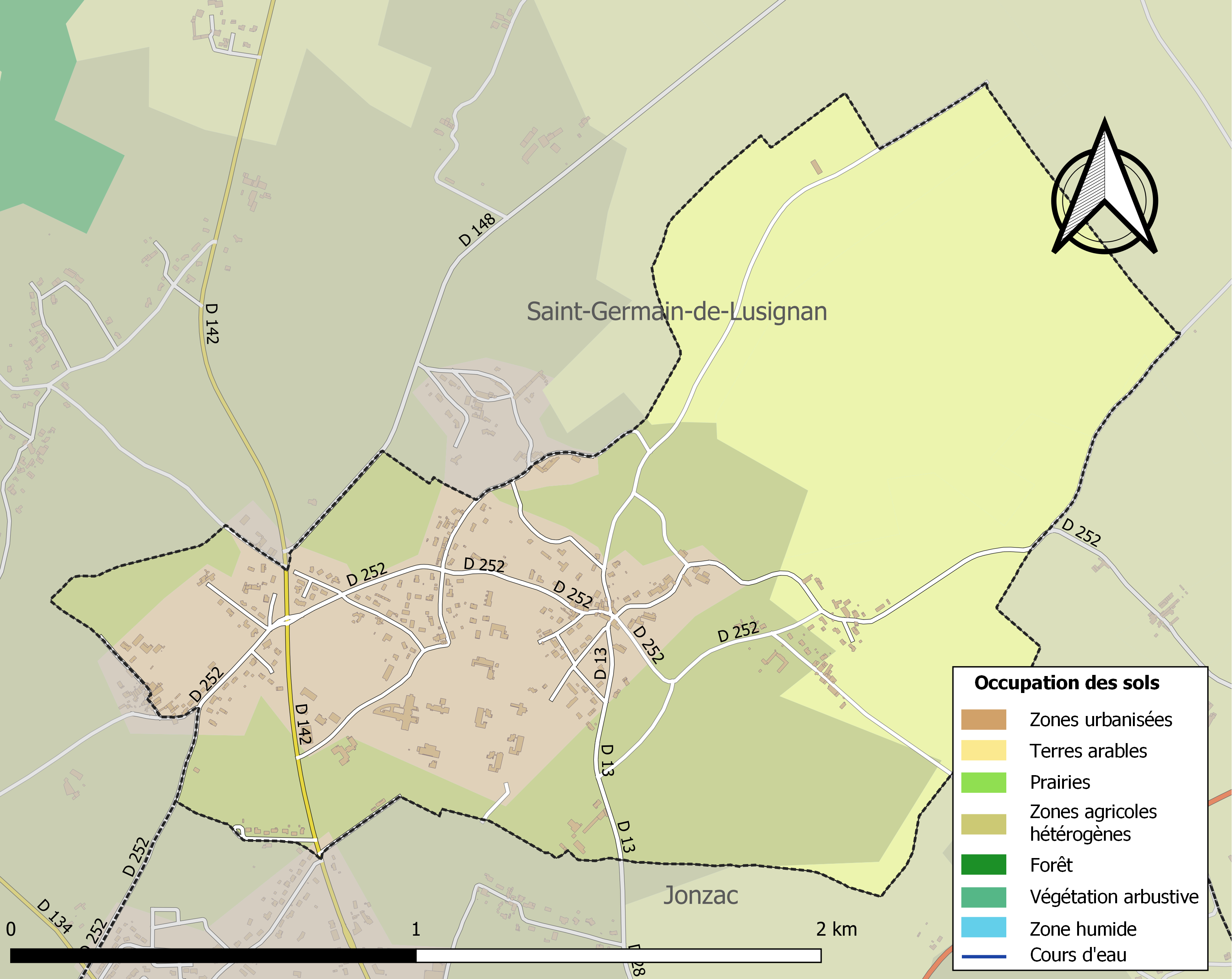
Carte des infrastructures et de l'occupation des sols de la commune en 2018 (CLC).

### Risques majeurs
Le territoire de la commune de Saint-Martial-de-Vitaterne est vulnérable à différents aléas naturels : météorologiques (tempête, orage, neige, grand froid, canicule ou sécheresse), inondations, mouvements de terrains et séisme (sismicité faible). Il est également exposé à un risque technologique,  le transport de matières dangereuses. Un site publié par le BRGM permet d'évaluer simplement et rapidement les risques d'un bien localisé soit par son adresse soit par le numéro de sa parcelle.

#### Risques naturels
Certaines parties du territoire communal sont susceptibles d’être affectées par le risque d’inondation par débordement de cours d'eau, notamment le Ferrat. La commune a été reconnue en état de catastrophe naturelle au titre des dommages causés par les inondations et coulées de boue survenues en 1982, 1999, 2010 et 2018,.

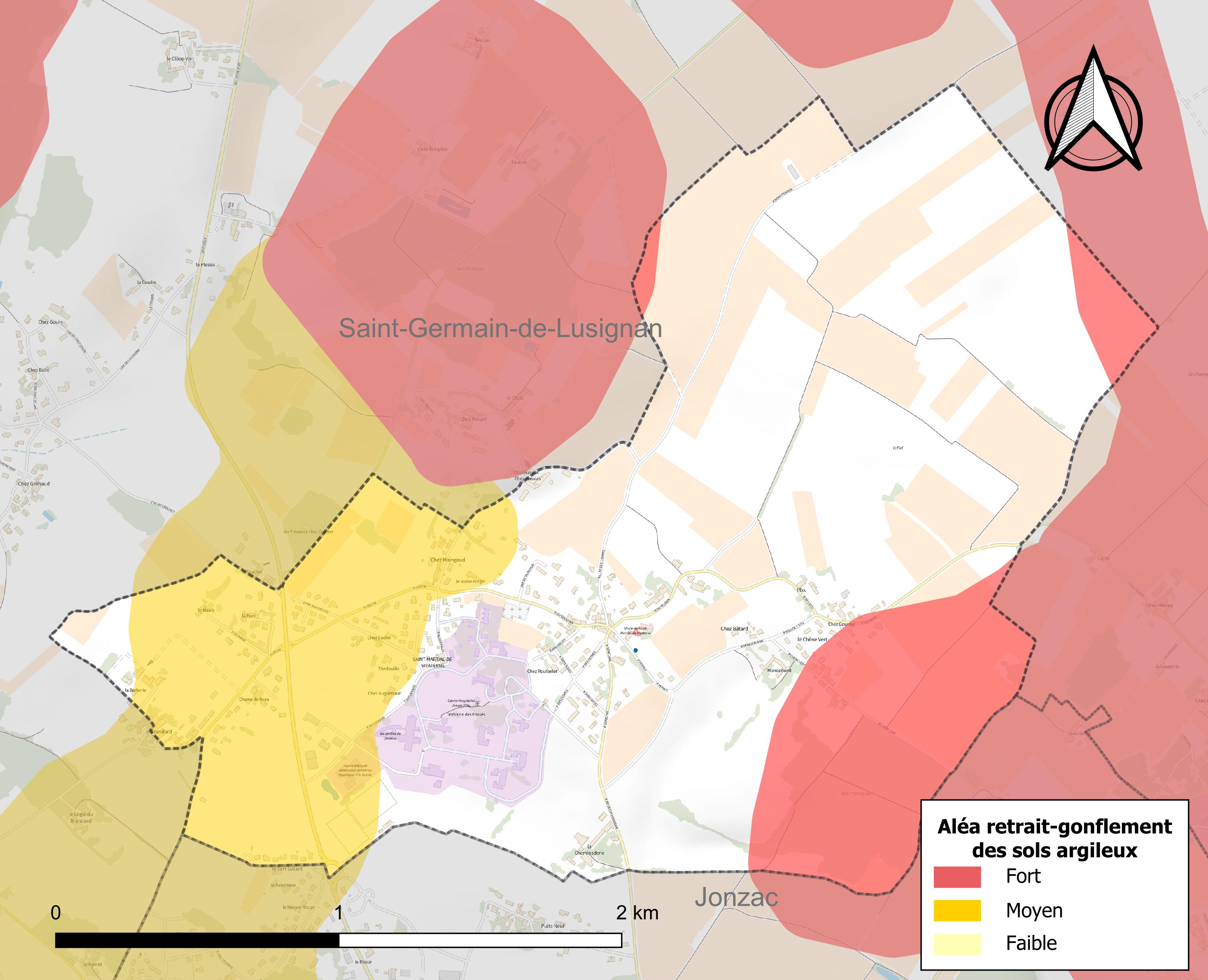
Carte des zones d'aléa retrait-gonflement des sols argileux de Saint-Martial-de-Vitaterne.

Les mouvements de terrains susceptibles de se produire sur la commune sont des tassements différentiels.
Le retrait-gonflement des sols argileux est susceptible d'engendrer des dommages importants aux bâtiments en cas d’alternance de périodes de sécheresse et de pluie. 31,4 % de la superficie communale est en aléa moyen ou fort (54,2 % au niveau départemental et 48,5 % au niveau national). Sur les 225 bâtiments dénombrés sur la commune en 2019,  110 sont en aléa moyen ou fort, soit 49 %, à comparer aux 57 % au niveau départemental et 54 % au niveau national. Une cartographie de l'exposition du territoire national au retrait gonflement des sols argileux est disponible sur le site du BRGM,.
Par ailleurs, afin de mieux appréhender le risque d’affaissement de terrain, l'inventaire national des cavités souterraines permet de localiser celles situées sur la commune.
Concernant les mouvements de terrains, la commune a été reconnue en état de catastrophe naturelle au titre des dommages causés par la sécheresse en 2003, 2005, 2009 et 2011 et par des mouvements de terrain en 1999 et 2010.

#### Risques technologiques
Le risque de transport de matières dangereuses sur la commune est lié à sa traversée par une ou des infrastructures routières ou ferroviaires importantes ou la présence d'une canalisation de transport d'hydrocarbures. Un accident se produisant sur de telles infrastructures est susceptible d’avoir des effets graves sur les biens, les personnes ou l'environnement, selon la nature du matériau transporté. Des dispositions d’urbanisme peuvent être préconisées en conséquence.

## Toponymie
Le nom de Saint-Martial-de-Vitaterne provient de la référence à Martial de Limoges et au bas-latin vita eternæ.

## Histoire
Le général de brigade Roger Le Clerc, né le 12 mai 1892 à Toulon dans le Var, fils du capitaine de vaisseau, commandant le cuirassé Carnot y a établi son domicile principal à son départ de son logement de fonction de Soissons où il commandait en tant que lieutenant colonel, le régiment cantonné dans cette ville en août 1939, avant de partir à la dernière guerre mondiale, pour y protéger les membres de sa famille.
Il fut fait prisonnier avec 218 hommes encore vivants les 2 régiments sur sa gauche et sur sa droite du front s'étant débandés.
Il resta en captivité, jusqu'en avril 1945, après plusieurs tentatives d'évasion qui lui valurent des conditions de détention très dures puisque responsable de plusieurs OFLAG et revint à son domicile en Haute Saintonge par la gare de Jonzac ou il fut très bien accueilli et y prit du repos avant d'être nommé au commandement de la subdivision de La Rochelle, puis à la fermeture de cette subdivision décidée à la suite de la visite du général de Gaulle dans ce chef lieu, jusqu'à son décès le 8 janvier 1948, dans la propriété de Monderland, appartenant à son épouse Gisèle Poncet des Noüailles qui l'avait hérité en 1935 de Guy de Jarnac, son oncle qui avait été maire de cette commune et participa elle-même au conseil municipal.
Son fils Bernard, retraité, après une fin de carrière dans l'industrie des semi-conducteurs comme responsable du marketing pour les activités spatiales, militaires et avioniques civiles chez ST Microelectronics, y a établi sa résidence secondaire, au décès de sa mère, il y demeure avec son épouse Gisèle de nombreux mois de l'année et y reçoit leurs enfants et petits-enfants.

## Administration

### Liste des maires
| Période                                  | Période  | Identité      | Étiquette | Qualité                    |
| ---------------------------------------- | -------- | ------------- | --------- | -------------------------- |
| 2001                                     | 2008     | Marc Vinet    |           |                            |
| 2008                                     | 2010     | Daniel Plaize |           | Retraité                   |
| 2010                                     | en cours | Michel Michon | PG        | Retraité Fonction publique |
| Les données manquantes sont à compléter. |          |               |           |                            |

## Démographie

### Évolution démographique
L'évolution du nombre d'habitants est connue à travers les recensements de la population effectués dans la commune depuis 1793. Pour les communes de moins de 10 000 habitants, une enquête de recensement portant sur toute la population est réalisée tous les cinq ans, les populations de référence des années intermédiaires étant quant à elles estimées par interpolation ou extrapolation. Pour la commune, le premier recensement exhaustif entrant dans le cadre du nouveau dispositif a été réalisé en 2008.

En 2022, la commune comptait 549 habitants, en évolution de −0,18 % par rapport à 2016 (Charente-Maritime : +4,04 %, France hors Mayotte : +2,11 %).
| 1793 | 1800 | 1806 | 1821 | 1831 | 1836 | 1841 | 1846 | 1851 |
| ---- | ---- | ---- | ---- | ---- | ---- | ---- | ---- | ---- |
| 230  | 232  | 172  | 230  | 201  | 194  | 196  | 208  | 190  |

| 1856 | 1861 | 1866 | 1872 | 1876 | 1881 | 1886 | 1891 | 1896 |
| ---- | ---- | ---- | ---- | ---- | ---- | ---- | ---- | ---- |
| 210  | 207  | 214  | 224  | 215  | 220  | 196  | 222  | 185  |

| 1901 | 1906 | 1911 | 1921 | 1926 | 1931 | 1936 | 1946 | 1954 |
| ---- | ---- | ---- | ---- | ---- | ---- | ---- | ---- | ---- |
| 240  | 224  | 197  | 159  | 174  | 167  | 165  | 173  | 186  |

| 1962 | 1968 | 1975 | 1982 | 1990 | 1999 | 2006 | 2008 | 2013 |
| ---- | ---- | ---- | ---- | ---- | ---- | ---- | ---- | ---- |
| 183  | 200  | 442  | 503  | 419  | 358  | 446  | 471  | 530  |

| 2018 | 2022 | - | - | - | - | - | - | - |
| ---- | ---- | - | - | - | - | - | - | - |
| 546  | 549  | - | - | - | - | - | - | - |

## Économie

### Agriculture
La viticulture est une ressource économique importante de la commune, qui est située en Petite Champagne, dans la zone d'appellation d'origine contrôlée du cognac.

## Lieux et monuments
- Église Saint-Martial de Saint-Martial-de-Vitaterne